# غافين بيكر
غافين بيكر (3 أكتوبر 1988 في المملكة المتحدة - ) (بالإنجليزية: Gavin Baker)‏ هو لاعب كريكت بريطاني. لعب مع نادي مقاطعة نورثامبتونشير للكريكت ‏ وLoughborough MCC University ‏.

## وصلات خارجية
- غافين بيكر على موقع إي آس بي آن كريك إنفو (الإنجليزية)